# دافني ويليس
دافني ويليس (بالإنجليزية: Daphne Willis)‏ هي مغنية أمريكية، ولدت في 10 مارس 1987 في سان أنطونيو في الولايات المتحدة.

## وصلات خارجية
- الموقع الرسمي